# Turné 19
Turné 19 var en turné av det svenska rockbandet Kent. De spelade totalt 15 spelningar, varav 12 i Sverige, 1 i Danmark, 1 i Finland och 1 i Norge under maj och juni 2005 efter att ha släppt skivan Du & jag döden i mars. Spelningarna var utomhus i stora tält. Turnén marknadsfördes på ett speciellt sätt i och med att alla affischer var helt tomma, bara vita utan någon text. Jocke Berg kommenterade detta i en intervju med Jan Gradvall som publicerades i samlingsboxen Box 1991-2008. Jocke sa: 
"En anledning till att affischerna blev så avskalade och vita var att vi bestämt oss för att inte ha några sponsorer på turnén. Vi tyckte: 'Fan vad coolt, inga sponsorer, vi gör det helt själva'."
Anna Ternheim agerade förband.

## Låtlista
Detta är bara ett exempel på låtlista från turnén, denna spelades under konserten i Stockholm den 27 maj. Låtlistorna varierade i princip från konsert till konsert under turnén.
1. 400 slag
2. Sundance Kid
3. Kevlarsjäl
4. VinterNoll2
5. Max 500
6. Socker
7. Gravitation
8. En timme en minut
9. Romeo återvänder ensam
10. Musik Non Stop
11. Dom andra
12. Den döda vinkeln
13. Cowboys
14. Klåparen
15. Kärleken väntar
16. Palace & Main
17. 747

Extranummer
1. Beskyddaren
2. När det blåser på månen
3. Ingenting någonsin
4. Om du var här
5. Mannen i den vita hatten

## Turnédatum
| Datum        | Stad        | Land    | Plats                                |
| ------------ | ----------- | ------- | ------------------------------------ |
| 13 maj 2005  | Göteborg    | Sverige | Frihamnen                            |
| 14 maj 2005  | Göteborg    | Sverige | Frihamnen                            |
| 15 maj 2005  | Kalmar      | Sverige | Landsplatsen                         |
| 20 maj 2005  | Malmö       | Sverige | Limhamnsfältet                       |
| 21 maj 2005  | Norrköping  | Sverige | Himmelstalund                        |
| 26 maj 2005  | Borlänge    | Sverige | Sportfältet                          |
| 27 maj 2005  | Stockholm   | Sverige | Storängsbotten                       |
| 28 maj 2005  | Stockholm   | Sverige | Storängsbotten                       |
| 3 juni 2005  | Östersund   | Sverige | Remonthagen                          |
| 4 juni 2005  | Skellefteå  | Sverige | Travet                               |
| 10 juni 2005 | Karlstad    | Sverige | Norra Fältet                         |
| 11 juni 2005 | Oslo        | Norge   | Lilleströms Sportfält                |
| 15 juni 2005 | Jönköping   | Sverige | Elmia                                |
| 17 juni 2005 | Helsingfors | Finland | Kottby Sportfält                     |
| 30 juni 2005 | Roskilde    | Danmark | Roskildefestivalen (ej tältspelning) |